# وللاتوتا
وللاتوتا (به لاتین: Wellatota) یک منطقهٔ مسکونی در سری‌لانکا است که در استان مرکزی (سری‌لانکا) واقع شده‌است.